# Стена на плача (площад)
Площадът „Стена на плача“ (на иврит: רחבת הכותל המערבי) е площад в Еврейския квартал на Стария град на Йерусалим.
Прочутата Стена на плача се намира в източната част на площада.

## Галерия
- Стената на плача
- Тунел в Стената на плача
- Център „Верига на поколенията“
- Археологически парк
- Порта на бунището